# سيمون سادلر
سيمون سادلر (بالإنجليزية: Simon Sadler)‏ هو مؤرخ أمريكي، ولد في 1968.